# Masseria dei Domenicani
La masseria dei Domenicani è uno dei più antichi edifici storico-religiosi della zona di Soccavo, quartiere dell'area occidentale di Napoli, facente parte della Diocesi di Pozzuoli. Questo complesso conventuale si trova in via vicinale San Domenico.

## Storia
Il complesso fu fatto erigere dai padri Domenicani intorno al 1617 su un terreno di loro proprietà sul quale era già presente un'antica torre, probabilmente di epoca Sveva o antecedente, che fino ad allora aveva svolto la funzione di monastero e che, secondo la tradizione, aveva accolto san Domenico; essa fu fatta costruire da Carlomanno, che divenne il primo abate di quella comunità monastica.
Pochi anni dopo la costruzione del nuovo complesso, tra il 1654 e il 1656, i frati abbandonarono il monastero a causa di un'epidemia di peste.
Oggi il monastero seicentesco è ridotto allo stato di rudere e la torre è adibita a civili abitazioni. Del complesso fa parte anche una piccola cappella coeva dedicata a San Domenico nella quale non si svolgono più funzioni religiose dagli anni 1990.
Nel 2021, durante una ricognizione compiuta dall'Ufficio diocesano per i beni culturali ecclesiastici, nella cappella è stata ritrovata una tela di Massimo Stanzione, uno dei maggiori pittori meridionali del XVII secolo, raffigurante la Vergine con il Bambino incoronata da due angeli secondo l'iconografia della Madonna di Costantinopoli. Nel 2024 la tela è stata restaurata e momentaneamente esposta presso il Museo Diocesano di Pozzuoli.